# Liste der Monuments historiques in Ramasse
Die Liste der Monuments historiques in Ramasse führt die Monuments historiques in der französischen Gemeinde Ramasse auf.

## Liste der Bauwerke
| Bezeichnung                             | Beschreibung | Standort | Kennzeichnung | Schutzstatus | Datum | Bild           |
| --------------------------------------- | ------------ | -------- | ------------- | ------------ | ----- | -------------- |
| Reste der Kirche Saint-Julien-sur-Roche |              | (Lage)   | PA00116537    | Classé       | 1945  | weitere Bilder |

## Liste der Objekte
- Monuments historiques (Objekte) in Ramasse in der Base Palissy des französischen Kultusministeriums